# Новогупалівка
Новогу́палівка — село в Україні, у Вільнянській міській громаді Запорізького районі Запорізької області. Населення — 1064 особи (станом на 1 січня 2007 року). До 2020 року орган місцевого самоврядування — Новогупалівська сільська рада.

## Географія
Село Новогупалівка розташоване за 30 км від обласного центру та 10 км від міста Вільнянська, на березі річки Вільнянка, у балці Вербова. Вище за течією на відстані 0,5 км розташоване село Козаківське, нижче за течією на відстані 2 км розташоване село Грізне. За 3 км від села пролягає залізнична лінія Харків — Севастополь, станція Новогуполівка. Через село пролягає автошлях територіального значення Т 0445 (Синельникове — Вільнянськ).
Площа села — 4217 га, в селі налічується 430 подвір'їв.

## Історія
Село засноване 1819 року на державних землях селянами із села Гупалівка, що на річці Оріль, Катеринославської губернії.
7 (20) листопада 1917 року, відповідно до Третього Універсалу Української Центральної Ради, увійшло до складу Української Народної Республіки.
Під час Голодомору 1932—1933 років померло щонайменше 38 жителів села.
21 вересня 1943 року Новогупалівку було визволено Червоною армією в ході німецько-радянської війни. На честь цієї події радянською владою з метою культивування міфу про війну було встановлено День села — 21 вересня. В центрі села знаходиться братська могила вояків Червоної армії і пам'ятник полеглим односельцям.
12 червня 2020 року, відповідно до розпорядження Кабінету Міністрів України № 713-р «Про визначення адміністративних центрів та затвердження територій територіальних громад Запорізької області», Новогупалівська сільська рада об'єднана з Вільнянською міською громадою.
19 липня 2020 року, в результаті адміністративно-територіальної реформи та ліквідації Вільнянського району, село увійшло до складу новоутвореного Запорізького району.

## Населення

### Мова
Розподіл населення за рідною мовою за даними перепису 2001 року:
| Мова            | Кількість | Відсоток |
| --------------- | --------- | -------- |
| українська      | 1010      | 88,29 %  |
| російська       | 127       | 11,1 %   |
| білоруська      | 4         | 0,35 %   |
| вірменська      | 1         | 0,09 %   |
| інші/не вказали | 2         | 0.17 %   |
| Всього:         | 1144      | 100 %    |

## Інфраструктура
- Середня загальноосвітня школа.
- Будинок культури, в якому розташований музей на громадських засадах.

## Економіка
- ПП «Родина».
- Фермерські господарства.